# RimRockers de l'Arkansas
Les RimRockers de l'Arkansas (Arkansas RimRockers en anglais), sont une équipe de la NBA Development League, ligue américaine mineure de basket-ball créée et dirigée par la NBA. L'équipe est basée à Little Rock (Arkansas). L'équipe appartenait originellement à la American Basketball Association.

## Affiliation
Elle est associée aux Hawks d'Atlanta, Grizzlies de Memphis et au Heat de Miami.

## Historique

Le logo en ABA

L'histoire commence en 2004-05 en American Basketball Association, avec un bilan de 32 victoires pour 5 défaites, l'équipe remporte le championnat. Peu après cette victoire l'équipe quite l'ABA pour rejoindre la NBA Development League à l'aube de la saison 2005-06.

## Palmarès
- American Basketball Association : 2005

## Entraîneurs successifs
- 2004-février 2006 :  Joe Harge
- Février 2006-2007 :  Andy Stoglin

## Joueurs célèbres ou marquants
- Pape Sow  Sénégal